# Simone Grotzkyj
Simone Grotzkyj Giorgi (Pesaro, 28 settembre 1988) è un pilota motociclistico italiano, vincitore del campionato italiano classe 125 nel 2005.

## Carriera
Nel 2000 inizia il primo anno di attività nel mondo delle minimoto, classificandosi 3º nel campionato regionale, 8º nel campionato italiano e 4º nel campionato europeo. Nel 2001 vince il campionato interregionale, è 2º nel campionato regionale, 3º nel campionato italiano e 2º nel campionato europeo. Nel 2002 rivince il campionato interregionale, è 2º nel campionato regionale e 4º nel campionato italiano. La carriera nelle minimoto si conclude con 42 podi su 60 gare disputate.
Nel 2003 sale su una moto di cilindrata da 125 cm³ e approda nel campionato italiano e nel trofeo Honda. Al suo primo anno conquista un podio nell'ultima prova del trofeo Honda nel circuito di Misano. Nel 2004, causa la caduta a metà stagione durante la gara del campionato europeo nel circuito di Vallelunga, si rompe il polso e piede destro, ed è costretto ad una lunga convalescenza.
Nel 2005 cambia moto e passa ad Aprilia, disputando il campionato Italiano e quello Spagnolo. Nell'Italiano sale sei volte su sei sul podio, ed all'ultima gara si laurea Campione d'Italia. Nel campionato spagnolo invece conclude 4 delle 7 gare previste, portando a casa un 3º posto nella gara di Albacete e chiudendo 10º nella classifica generale. Sempre nel 2005 è iscritto come wild card nel motomondiale - classe 125 in occasione del GP d'Italia, ma non prende il via alla gara.
Nel 2006 partecipa stabilmente al motomondiale con una Aprilia RS 125 R del team Campetella Racing Junior, con compagno di squadra Andrea Iannone, ottenendo come miglior piazzamento un 16º posto a Motegi in Giappone. Nel 2007 in sella all'Aprilia del team Multimedia Racing chiude la stagione in 29ª posizione nella classifica generale, conquistando un punto nella gara di Jerez in Spagna. Il suo compagno di squadra è stato Raffaele De Rosa. Nel 2008, dopo un breve passaggio nell'europeo Superstock 600, viene chiamato dal team Campetella Racing per correre con una Gilera RSV 250, andando a sostituire, a partire dal GP di San Marino, Manuel Poggiali nel mondiale classe 250.  Grotzkyj esordisce in questa classe, conquistando 5 punti mondiali in quattro gare e classificandosi 24º in campionato.
Nel 2009 subisce a marzo un infortunio durante una sessione di allenamento su moto da cross. Torna alle competizioni il 12 agosto nel campionato Italiano Velocità 125 a Misano, ottenendo il terzo tempo in qualifica con una moto del team Gold Racing-Pas; chiude la gara con un ritiro. A dicembre firma un accordo con il team FB Corse per competere, in alcune gare come wild card, in Moto2 nel motomondiale 2010. In giugno 2010 risolve consensualmente il contratto con FB Corse e rientra nel Motomondiale al GP del Mugello, in sella ad una Aprilia del team Fontana Racing. Classificandosi 15º in gara conquista un punto iridato, successivamente riesce ad andare a punti più volte, ottenendo come miglior risultato un nono posto al GP d'Olanda e 26 punti iridati.
Nel 2011 passa al team Phonica Racing, con compagni di squadra Taylor Mackenzie e Giulian Pedone. Ottiene come miglior risultato un ottavo posto in Repubblica Ceca e termina la stagione al 16º posto con 32 punti. In questa stagione è costretto a saltare i Gran Premi di San Marino, Aragona, Giappone, Australia e Malesia a causa di una frattura nella mano destra rimediata nelle prove libere del GP di San Marino. Nel 2012 resta nello stesso team (che però cambia denominazione in Ambrogio Next Racing), correndo nella nuova classe Moto3 alla guida inizialmente di una Oral M3 e, dal GP di Francia, di una Suter MMX3. Viene però sostituito dopo il Gran Premio d'Italia da Álex Márquez, riuscendo a totalizzare solo un punto con il quindicesimo posto in Germania. In questa stagione è costretto a saltare il Gran Premio del Portogallo a causa di un'intossicazione alimentare.
Nel 2013 si trasferisce nella Superstock 1000 FIM Cup in sella ad una Kawasaki ZX-10R del team Pedercini, i compagni di squadra per questa stagione sono Alessandro Andreozzi, Lorenzo Savadori, Federico Dittadi e Leandro Mercado. Grotzkyj chiude la stagione portando a termine tutte le gare in calendario, totalizzando 9 punti e il ventesimo posto in classifica finale. Nel 2014 inizia nuovamente la stagione come pilota titolare nella Superstock 1000 FIM Cup. Lo fa con la stessa moto e lo stesso team dell'anno precedente. I compagni di squadra, per questa stagione, sono Lorenzo Savadori, Romain Lanusse, Javier Alviz e Balázs Németh. Pur prendendo parte solo ai primi quattro eventi in calendario, Grotzkyj ottiene un punto in più della stagione precedente, chiudendo la classifica al diciannovesimo posto.

## Risultati nel motomondiale
| 2005 | Classe | Moto    |  |  |  |  |    |  |  |    |  |  |  |  |  |  |  |  |  |  | Punti | Pos. |
| ---- | ------ | ------- |  |  |  |  | -- |  |  | -- |  |  |  |  |  |  |  |  |  |  | ----- | ---- |
| 2005 | 125    | Aprilia |  |  |  |  | NP |  |  | NE |  |  |  |  |  |  |  |  |  |  | 0     |      |

| 2006 | Classe | Moto    |    |    |    |    |     |    |     |    |    |     |    |    |    |    |    |     |    |  | Punti | Pos. |
| ---- | ------ | ------- | -- | -- | -- | -- | --- | -- | --- | -- | -- | --- | -- | -- | -- | -- | -- | --- | -- |  | ----- | ---- |
| 2006 | 125    | Aprilia | 31 | 23 | 30 | 24 | Rit | 24 | Rit | 26 | 24 | Rit | NE | 29 | NP | 21 | 16 | Rit | 28 |  | 0     |      |

| 2007 | Classe | Moto    |     |    |     |    |    |    |     |    |    |     |    |    |    |    |     |    |    |     | Punti | Pos. |
| ---- | ------ | ------- | --- | -- | --- | -- | -- | -- | --- | -- | -- | --- | -- | -- | -- | -- | --- | -- | -- | --- | ----- | ---- |
| 2007 | 125    | Aprilia | Rit | 15 | Rit | 17 | 18 | 22 | Rit | 17 | 25 | Rit | NE | 30 | 28 | 21 | Rit | 21 | 20 | Rit | 1     | 27º  |

| 2008 | Classe | Moto   |  |  |  |  |  |  |  |  |  |  |    |  |    |    |     |    |    |    | Punti | Pos. |
| ---- | ------ | ------ |  |  |  |  |  |  |  |  |  |  | -- |  | -- | -- | --- | -- | -- | -- | ----- | ---- |
| 2008 | 250    | Gilera |  |  |  |  |  |  |  |  |  |  | NE |  | 15 | AN | Rit | 15 | 14 | 15 | 5     | 23º  |

| 2010 | Classe | Moto    |  |  |  |    |    |   |    |     |    |     |    |    |     |    |     |    |    |    | Punti | Pos. |
| ---- | ------ | ------- |  |  |  | -- | -- | - | -- | --- | -- | --- | -- | -- | --- | -- | --- | -- | -- | -- | ----- | ---- |
| 2010 | 125    | Aprilia |  |  |  | 15 | 14 | 9 | 12 | Rit | NE | Rit | 17 | 14 | Rit | 13 | Rit | 15 | 12 | 14 | 26    | 19º  |

| 2011 | Classe | Moto    |    |    |    |    |    |     |    |    |    |    |   |    |    |     |     |     |     |     | Punti | Pos. |
| ---- | ------ | ------- | -- | -- | -- | -- | -- | --- | -- | -- | -- | -- | - | -- | -- | --- | --- | --- | --- | --- | ----- | ---- |
| 2011 | 125    | Aprilia | 14 | 17 | 10 | 12 | 25 | Rit | 12 | 13 | 17 | NE | 8 | 11 | NP | Inf | Inf | Inf | Inf | Inf | 32    | 16º  |

| 2012 | Classe | Moto               |    |     |    |     |    |    |    |    |    |    |  |  |  |  |  |  |  |  | Punti | Pos. |
| ---- | ------ | ------------------ | -- | --- | -- | --- | -- | -- | -- | -- | -- | -- |  |  |  |  |  |  |  |  | ----- | ---- |
| 2012 | Moto3  | Oral e Suter Honda | 22 | Rit | NQ | Rit | 23 | 20 | 23 | 15 | 22 | NE |  |  |  |  |  |  |  |  | 1     | 39º  |

| Legenda | 1º posto        | 2º posto            | 3º posto            | A punti      | Senza punti        | Grassetto – Pole position Corsivo – Giro più veloce |
| Legenda | Gara non valida | Non qual./Non part. | Ritirato/Non class. | Squalificato | '-' Dato non disp. | Grassetto – Pole position Corsivo – Giro più veloce |